# Titidius brasiliensis
Titidius brasiliensis is een spinnensoort in de taxonomische indeling van de krabspinnen (Thomisidae).
Het dier behoort tot het geslacht Titidius. De wetenschappelijke naam van de soort werd voor het eerst geldig gepubliceerd in 1915 door Cândido Firmino de Mello-Leitão.